# Selenia schojina
Selenia schojina är en fjärilsart som beskrevs av Eugen Wehrli 1940. Selenia schojina ingår i släktet Selenia och familjen mätare. Inga underarter finns listade i Catalogue of Life.